# Santa Cruz (Vinhais)
Santa Cruz ist ein Ort und eine ehemalige Gemeinde (Freguesia) im portugiesischen Kreis Vinhais. Die Gemeinde hatte 57 Einwohner (Stand 30. Juni 2011).
Am 29. September 2013 wurden die Gemeinden Santa Cruz und Travanca zur neuen Gemeinde União das Freguesias de Travanca e Santa Cruz zusammengeschlossen.